# Valmeinier
Valmeinier ist eine französische Gemeinde mit 578 Einwohnern (Stand 1. Januar 2022) im Département Savoie in der Region Auvergne-Rhône-Alpes in der Nähe der französisch-italienischen Grenze und gehört dem Gemeindeverband Maurienne-Galibier an. Das Gemeindegebiet wird vom Flüsschen Neuvache durchquert, das zum Arc entwässert.
Die Skiorte Valmeinier1500 und Valmeinier1800 bilden gemeinsam mit dem Nachbarort Valloire das Wintersportressort „Galibier Thabor“ mit 83 Skipisten von insgesamt 150 km Länge, die von ca. 35 Skiliften erschlossen werden.